# Григор Димитров (революционер)
Григор Димитров Трапезников е български учител и революционер, деец на Вътрешната македоно-одринска революционна организация, тъст на поета Никола Вапцаров.

## Биография
Григор Димитров Трапезников е роден във Виница. Завършва първия випуск на Педагогическото българско мъжко училище в Скопие през 1898 година заедно с Тодор Александров, Христо Настев и редица други бъдещи видни революционери. Още там е посветен в революционното дело и получава наставления от Христо Матов.
Григор Димитров се завръща се като учител във Виница и двамата с Христо Настев възстановяват местната организация на ВМОРО, разстроена преди това от Винишката афера. Наред с другото през лятото на 1899 организират елиминирането на ренегата и турски шпионин Георги Иванов (Йованчев), поради което Димитров е принуден да напусне родното си място. Учителства из различни други селища в Македония.
След Балканската война той е принуден да емигрира в България. Работи като учител в Горна Джумая, където се пенсионира.

## Фамилия
В началото на ХХ век Григор Димитров се жени за Парашкева Георгиева от Кочани, с която имат четири деца, между които и дъщерята Бойка, която през 1934 г. се омъжва за поета Никола Вапцаров..